# Arthur Chichester, 1. Baron Chichester

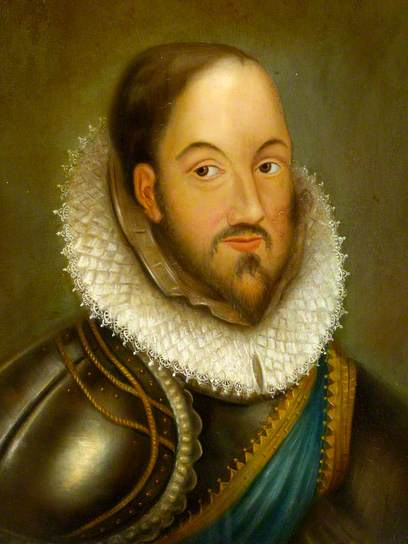
Arthur Chichester, 1. Baron Chichester

Wappen des Arthur Chichester, 1. Baron Chichester

Arthur Chichester, 1. Baron Chichester (* Mai 1563 in Raleigh, heute zu Pilton bei Barnstaple, Devon (England); † 19. Februar 1625 in London) war ein englischer Politiker und Seefahrer, der maßgeblich an der Gründung der Plantations in Irland beteiligt war.

## Leben
Der älteste Sohn von Sir John Chichester (1519/20–1569), der 1557 Sheriff von Devon war, studierte am Exeter College in Oxford und kommandierte die HMS Larke gegen die Spanische Armada 1588. 1595 begleitete er Sir Francis Drake auf seiner Amerikaexpedition. Er war bei der Eroberung von Cádiz 1596 während des Englisch-Spanischen Krieges (1585–1604) beteiligt und wurde dafür zum Ritter geschlagen. Nach dem Tod seines Bruders John in der Schlacht von Carrickfergus im November 1597 wurde Arthur Chichester zum Gouverneur von Carrickfergus berufen. Von 1605 bis 1616 war er Lord Deputy of Ireland und förderte die Gründung der Plantations englischer, walisischer und schottischer Einwanderer. Sein Vorgehen verursachte die Flucht der Grafen (irisch Imeacht na nIarlaí oder Teitheadh na nIarlaí) 1607, bei der die Earls Hugh O’Neill (2. Earl of Tyrone) und Rory O’Donnell (1. Earl of Tyrconnell) zusammen mit einigen ihrer Angehörigen die irische Insel verließen, um einer drohenden Inhaftierung zu entgehen. Arthur Chichester war auch maßgeblich an der Gründung und Erweiterung von Belfast, der heutigen Hauptstadt Nordirlands, beteiligt. Am 23. Februar 1613 wurde er in der Peerage of Ireland zum Baron Chichester, of Belfast in the County of Antrim, erhoben. Arthur Chichester starb 1625 in London.
Aus seiner Ehe mit Lettice, Witwe des Walter Vaughan of St. Brides und des Roland Lacharn of Golden Grove, Tochter des Sir John Perrot, hatte er einen Sohn, Arthur Chichester, der allerdings noch im Jahr seiner Geburt, 1606, starb. Mangels Nachkommen erlosch sein Baronstitel bei seinem Tod, wurde aber am 1. April 1625 für seinen jüngeren Bruder Edward Chichester neu verliehen.

## Veröffentlichungen
- Arthur Chichester: The Radical Cure for Ireland. A Letter to the People of England and Scotland Concerning a New Plantation.